# Tilletiopsis flava
Tilletiopsis flava är en svampart som först beskrevs av Tubaki, och fick sitt nu gällande namn av Boekhout 1991. Tilletiopsis flava ingår i släktet Tilletiopsis, klassen Exobasidiomycetes, divisionen basidiesvampar och riket svampar.   Inga underarter finns listade i Catalogue of Life.